# Secret Invasion
Secret Invasion ist eine US-amerikanische Science-Fiction-Actionserie innerhalb von Phase Fünf des Marvel Cinematic Universe (MCU). Die Veröffentlichung erfolgte vom 21. Juni 2023 bis zum 26. Juli 2023 auf dem Streamingdienst Disney+.

## Besetzung und Synchronisation
Die deutschsprachige Synchronisation entstand bei Interopa Film nach den Dialogbüchern von Nathan Bechhofer und unter der Dialogregie von Robin Kahnmeyer sowie Katharina Schwarzmaier.
| Rollenname                | Schauspieler         | Hauptrolle (Episoden) | Nebenrolle (Episoden) | Synchronsprecher         |
| ------------------------- | -------------------- | --------------------- | --------------------- | ------------------------ |
| Nick Fury                 | Samuel L. Jackson    | 1.01–1.06             |                       | Engelbert von Nordhausen |
| Gravik                    | Kingsley Ben-Adir    | 1.01–1.06             |                       | Vincent Fallow           |
| Pagon                     | Killian Scott        | 1.01–1.06             |                       | Sascha Krüger            |
| G’iah                     | Emilia Clarke        | 1.01–1.06             |                       | Gabrielle Pietermann     |
| Raava / Col. James Rhodes | Don Cheadle          | 1.01–1.06             |                       | Dietmar Wunder           |
| Talos                     | Ben Mendelsohn       | 1.01–1.05             |                       | Torsten Michaelis        |
| Beto                      | Samuel Adewunmi      | 1.01–1.05             |                       | Henning Nöhren           |
| Sonya Falsworth           | Olivia Colman        | 1.01–1.03, 1.05–1.06  |                       | Christin Marquitan       |
| US-Präsident Ritson       | Dermot Mulroney      | 1.01, 1.04–1.06       |                       | Dieter Memel             |
| Agent Prescod             | Richard Dormer       | 1.01                  |                       | Jens-Uwe Bogadtke        |
| Priscilla Fury / Varra    | Charlayne Woodard    | 1.02–1.06             |                       | Heike Schroetter         |
| Rosa Dalton               | Katie Finneran       | 1.02–1.06             |                       | Ute Noack                |
| Chris Stears              | Christopher McDonald | 1.02–1.03, 1.06       |                       | André Röhner             |
| Maria Hill                | Cobie Smulders       |                       | 1.01–1.02, 1.04–1.05  | Christine Stichler       |
| Everett K. Ross           | Martin Freeman       |                       | 1.01, 1.06            | Manuel Straube           |
| Elizabeth Hill            | Juliet Stevenson     |                       | 1.02                  | Arianne Borbach          |
| Bob Fairbanks             | David Bark-Jones     |                       | 1.03                  | Armin Schlagwein         |
| Rick Mason                | O. T. Fagbenle       |                       | 1.05                  | Tim Knauer               |

## Produktion
Im September 2020 wurde erstmals berichtet, dass Samuel L. Jackson die Rolle des Nick Fury in einer zukünftigen Disney+-Serie übernehmen soll, die von Kyle Bradstreet geschrieben wird. Drei Monate später kündigte Kevin Feige von den Marvel Studios schließlich die Serie Secret Invasion für Disney+ an, in der neben Jackson auch Ben Mendelsohn als Talos zurückkehren wird. Beide sollen im Zentrum der mit vielen Plot Twists versehenen Serie stehen, die im Vergleich zur Comicvorlage deutlich weniger Figuren umfassen wird. Außerdem wird Cobie Smulders ihre Rolle als Maria Hill erneut aufnehmen.
Kingsley Ben-Adir wurde im März 2021 in einer nicht näher bezeichneten Rolle als „Hauptschurke“ besetzt, wobei Olivia Colman als Sonya Falsworth, Emilia Clarke und Killian Scott im April zur Besetzung der Serie hinzukamen. Im nächsten Monat trat Christopher McDonald der Besetzung bei. Carmen Ejogo war der Besetzung im November 2021 beigetreten. Die Dreharbeiten starteten im September 2021 in London. Im Februar sowie im September 2022 wurde das Mitwirken von Dermot Mulroney und Charlayne Woodard bekannt, wobei ersterer den aktuellen US-Präsidenten Ritson darstellen soll.
Ein erster Teaser wurde exklusiv auf der San Diego Comic-Con 2022 vorgestellt; ein Trailer folgte am 10. September 2022 im Rahmen der D23 Expo. Secret Invasion soll Teil von Phase Fünf des Marvel Cinematic Universe sein und ursprünglich im Frühjahr 2023 auf Disney+ ausgestrahlt werden. Im Mai 2023 wurde der Starttermin auf den 21. Juni 2023 festgelegt.

## Rezeption
Von Fans und Künstlern wurde die Verwendung eines KI-generierten Intros kritisiert. Es stand die Befürchtung im Raum, dass durch KI Stellen für Künstler eingespart worden seien. Dies wurde vom verantwortlichen Method Studios im Interview abgelehnt und darauf hingewiesen, dass doch Künstler am Prozess der Generierung beteiligt waren.

## Episodenliste
| Nr. | Deutscher Titel | Originaltitel | Erstveröffentlichung USA | Deutschsprachige Erstveröffentlichung (D/A/CH) | Regie     | Drehbuch                                           |
| --- | --------------- | ------------- | ------------------------ | ---------------------------------------------- | --------- | -------------------------------------------------- |
| 1 | Auferstehung    | Resurrection  | 21. Juni 2023            | 21. Juni 2023                                  | Ali Selim | Kyle Bradstreet & Brian Tucker                     |
| In Moskau finden Maria Hill und der mit Nick Fury befreundete Skrull Talos heraus, dass Everett K. Ross durch einen rebellischen Skrull ersetzt wurde. Zuvor tötete dieser allerdings den CIA-Agenten Prescod, um das Bekanntwerden neuer Informationen zu verhindern und starb auf der Flucht vor Talos beim Sprung von einem Dach. Der Skrull gehört einer Splittergruppe unter der Führung des jungen Gravik an, die die Erde als neuen Heimatplaneten übernehmen wollen, da Fury sein Versprechen an die Skrulls bisher nicht einlöste. Hierfür planen sie einen Konflikt zwischen den USA und Russland heraufzubeschwören und ihn eskalieren zu lassen; dazu fingieren sie mehrere Bombenanschläge in der Hauptstadt. Von Hill alarmiert kehrt Fury auf die Erde zurück und versucht den Plan der Gruppe zu vereiteln. Neben Hill und Talos, die ihn bereits unterstützen, schlägt er seiner alten Bekannten, der MI6-Agentin Sonya Falsworth, eine Zusammenarbeit vor, die ihn jedoch abweist. Talos trifft schließlich auf seine inzwischen erwachsene Tochter G'iah, die sich Gravik angeschlossen hat. Allerdings reagiert sie bestürzt, als ihr Vater vom Tod Sorens berichtet, die zudem von Graviks Gruppe ermordet wurde. Trotz ihrer Hilfe können Fury und seine Unterstützer den Bombenanschlag nicht verhindern. Zu allem Überfluss nimmt Gravik im entstandenen Chaos die Gestalt Furys an und erschießt Hill. Der echte Fury findet sie kurz danach und versucht ihr zu helfen, verlässt aber nach ihrem Tod in Begleitung von Talos die Szenerie. |                 |               |                          |                                                |           |                                                    |
| 2 | Versprechen     | Promises      | 28. Juni 2023            | 28. Juni 2023                                  | Ali Selim | Brian Tucker Idee: Brant Englestein & Brian Tucker |
| In einer Rückblende ins Jahr 1997 trifft Fury erstmals den noch im Kindesalter befindlichen Gravik. In der Gegenwart verlassen ersterer und Talos nach dem Bombenanschlag Moskau per Zug. Dabei überwirft sich Fury mit seinem langjährigen Freund, als dieser zugibt, dass durch ein von ihm gesendetes Signal inzwischen Millionen Skrulls auf der Erde leben. Gravik trifft unterdessen den Rat der Skrulls, die sich als hochrangige Persönlichkeiten von Politik und Medien ausgeben und ihn auf sein Angebot zum General ihrer Spezies wählen. Allerdings kontaktiert ein Mitglied heimlich Talos, der wiederum um ein Treffen mit dem Anführer bittet. Nachdem Fury den Leichnam von Hill nach Großbritannien überführt und mit deren Mutter Elizabeth gesprochen hat, sucht er ein Gespräch mit Rhodes. Wie zuvor schon Falsworth zeigt sich Rhodes abweisend gegenüber seinem eigentlichen Verbündeten und erkennt ihm überdies seine militärischen Ehrungen ab. Derweil foltert Falsworth in Moskau einen Skrull, um an Informationen über eine Person zu gelangen, die für Gravik tätig ist. Auch G’iah wird parallel fündig und entdeckt, dass Wissenschaftler an einem Projekt arbeiten, das unter anderem die Fertigkeiten von Groot, dem Black Order Mitglied Cull Obsidian und dem von Aldrich Killian einst vorgestellten Extremis involviert. Fury hingegen besucht seine Ehefrau Priscilla, die ebenfalls ein Skrull ist. |                 |               |                          |                                                |           |                                                    |
| 3 | Betrogen        | Betrayed      | 5. Juli 2023             | 5. Juli 2023                                   | Ali Selim | Roxanne Paredes & Brian Tucker                     |
| Gegenüber dem Rat der Skrulls präsentiert Gravik nun seinen Plan, die Menschheit auszulöschen, indem sie zu Super-Skrulls werden, die Kräfte einsetzen können. Um den Untergang der Menschen zu beschleunigen, fädelt er den Austausch mehrerer Angestellter der Royal Navy mit seinen eigenen Leuten ein. Diese sollen an Bord eines U-Bootes den Abschuss eines UN-Flugzeugs veranlassen, um so einen Weltkrieg einzuleiten. G’iah leitet die Infos heimlich an ihren Vater weiter, der sich derweil mit Gravik trifft; allerdings verlässt er schon wieder kurze Zeit später das Treffen. Gravik stellt sich insgeheim bereits als Super-Skrull heraus, da eine von Talos beigefügte Verletzung sich durch die Eigenschaft von Extremis wieder regenerierte. Mit Fury gelingt es Talos über krumme Methoden den Kommandanten ausfindig zu machen, wobei Falsworth die Warnungen abermals in den Wind schlägt. G’iah steuert das Passwort zum Abbruch des Starts bei und flieht von der Einrichtung der Skrulls, wird aber von Gravik abgefangen und niedergeschossen. Priscilla wiederum lässt ein Bankschließfach öffnen, in dem sich eine Kiste mit einer Pistole befindet. Als sie am Telefon verlangt mit Gravik zu sprechen, meldet sich unerwartet Rhodes und erklärt, das sie stattdessen mit ihm zu tun habe. |                 |               |                          |                                                |           |                                                    |
| 4 | Geliebt         | Beloved       | 12. Juli 2023            | 12. Juli 2023                                  | Ali Selim | Brian Tucker                                       |
| Wie ausgemacht trifft sich Priscilla mit Rhodes in der St. James Church, wo dieser ihr aufträgt Fury zu töten. Obwohl sie argumentiert, dass er inzwischen ein gebrochener Mann sei, verlangt Rhodes weiterhin die Ausführung. Zuhause informiert Priscilla ihren Gatten darüber, kann sich jedoch ebenso wenig wie er dazu überwinden, ihn zu töten; danach trennen sich ihre Wege. Rhodes wird kurze Zeit später von Fury unerwartet besucht und setzt ihn von einem Maulwurf in der US-Regierung in Kenntnis. Überdies impliziert er Rhodes als Skrull durchschaut zu haben, doch jener wehrt sich mit der Aufzeichnung der Ermordung Hills durch Gravik in Furys Gestalt. G’iah hingegen konnte sich retten, indem sie kurz vor ihrer Flucht die Maschine zur Übertragung der Kräfte auf sich anwendet; dadurch regeneriert sie ihre Wunden und kehrt zu Talos zurück, verlässt ihn aber wieder. Derweil trifft US-Präsident Ritson in Großbritannien ein und soll zu einem politischen Gipfel eskortiert werden, doch Gravik samt Schergen in russischer Gestalt überfallen den Konvoi. Fury und Talos gelingt es im Feuergefecht Ritson zu retten, wobei zweiterer allerdings angeschossen und schließlich von Gravik erstochen wird. Daraufhin fährt Fury in Begleitung des Präsidenten davon. |                 |               |                          |                                                |           |                                                    |
| 5 | Ernte           | Harvest       | 19. Juli 2023            | 19. Juli 2023                                  | Ali Selim | Michael Bhim & Brian Tucker                        |
| Von Col. Rhodes über das Überleben von Ritson in Kenntnis gesetzt, lässt Gravik erste Bilder des Angriffs veröffentlichen, die die Skrulls und Russland als Verbündete zeigen sollen. Dadurch soll Ritson bewegt werden, die Zerstörung des Verstecks der Skrulls auf russischem Boden zu veranlassen, was letztlich einen Weltkrieg herbeiführen würde. Überdies dient es als Erpressungsversuch, da Fury eine Sammlung mit dem Blut eines jeden Avengers, genannt "Ernte", nach der Schlacht um die Erde zusammenstellen ließ und seitdem versteckt hält. Allerdings bekommt Gravik Probleme, denn nachdem er erst seinen Stellvertreter ermordet, als dieser sich gegen ihn wendet, überlebt er knapp einen weiteren Attentatsversuch. Die Verantwortlichen dafür ermordet er ebenfalls. G’iah und Priscilla bestatten derweil Talos und überleben einen Angriff von Graviks Leuten. Fury reist mit Unterstützung von Rick Mason nach Finnland, wo er sich wieder mit Falsworth verbündet. In seinem Grabstein auf einem Friedhof nimmt er die "Ernte" an sich, ehe er sich schließlich wieder sein altes Erscheinungsbild zulegt, darunter die Augenklappe, und sich auf den finalen Kampf mit Gravik vorbereitet. |                 |               |                          |                                                |           |                                                    |
| 6 | Zuhause         | Home          | 26. Juli 2023            | 26. Juli 2023                                  | Ali Selim | Kyle Bradstreet & Brian Tucker                     |
| Nach einem Telefongespräch mit Priscilla begibt sich Fury in das Versteck der Skrulls und stellt sich dort Gravik, ehe er ihm die Ernte überreicht. Dieser überträgt daraufhin die Kräfte durch die Maschine auf sich und greift damit Fury an. Parallel überzeugt Rhodes Ritson schließlich, den Abschuss zu befehlen, doch Falsworth taucht auf erklärt, dass Rhodes ein Skrull sei. Während des Kampfes stellt Gravik fest, dass auch Fury nun Superkräfte besitzt; allerdings entpuppt Fury sich als G’iah, die Rache für den Tod ihrer Eltern will. Der echte Fury erscheint kurze Zeit später bei Falsworth, Ritson und Rhodes, wobei er schließlich letzteren erschießt. Auch G’iah bezwingt parallel Gravik und befreit die Gefangenen, darunter Rhodes und Ross. Später wird G’iah von Falsworth rekrutiert und Fury zeigt sich im Gespräch mit Ritson verärgert, dass dieser zwischenzeitlich allen außerirdischen Spezies auf der Erde den Krieg erklärt hat. Fury selbst hingegen kehrt mit Priscilla an seiner Seite wieder auf die Raumstation S.A.B.E.R. zurück. |                 |               |                          |                                                |           |                                                    |